# Mucuna psittacina
Mucuna psittacina là một loài thực vật có hoa trong họ Đậu. Loài này được Miers miêu tả khoa học đầu tiên.